# Friedhofskirche Heilige Dreifaltigkeit (Bad Weißenstadt)

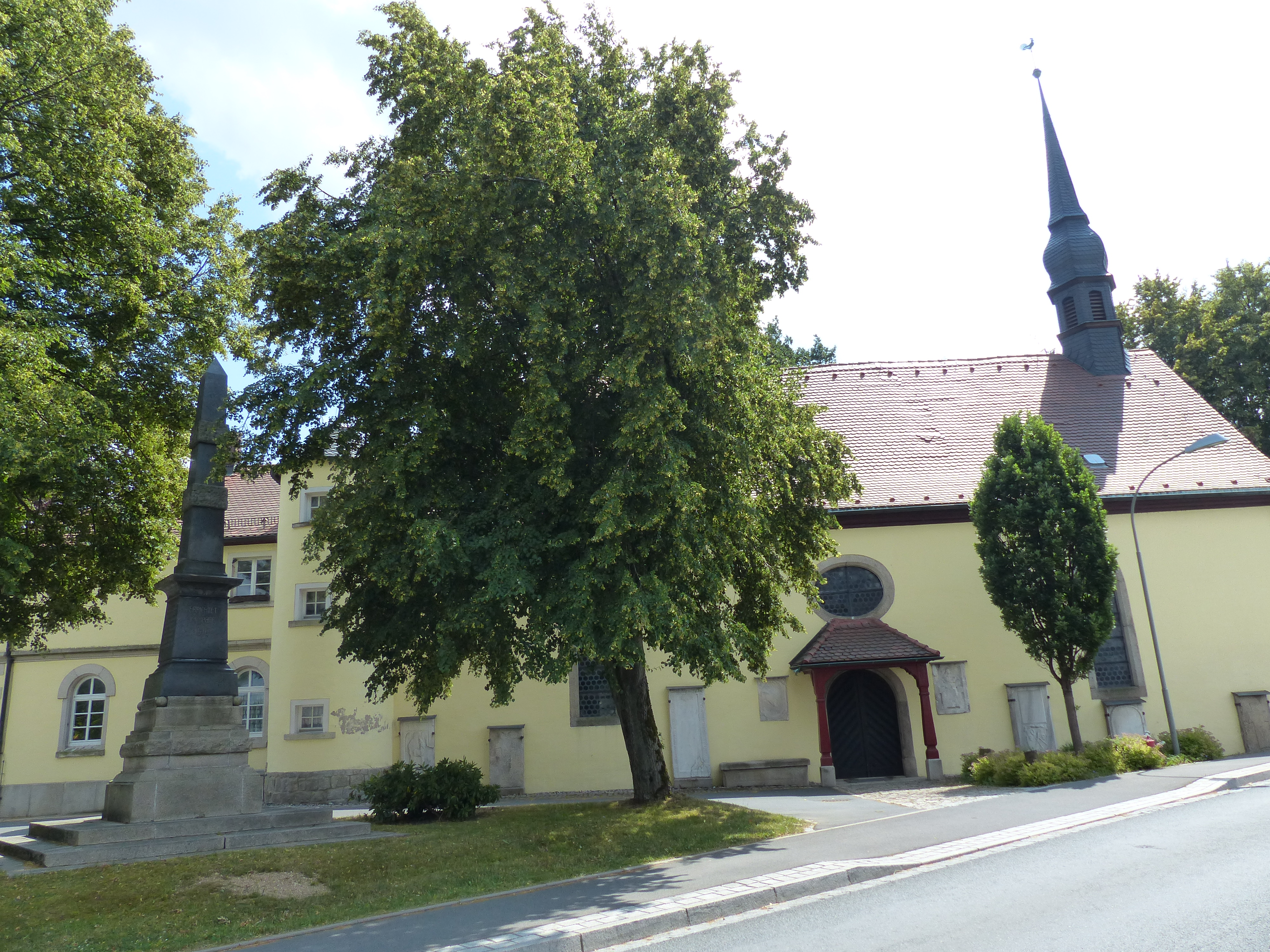
Ansicht der Kirche

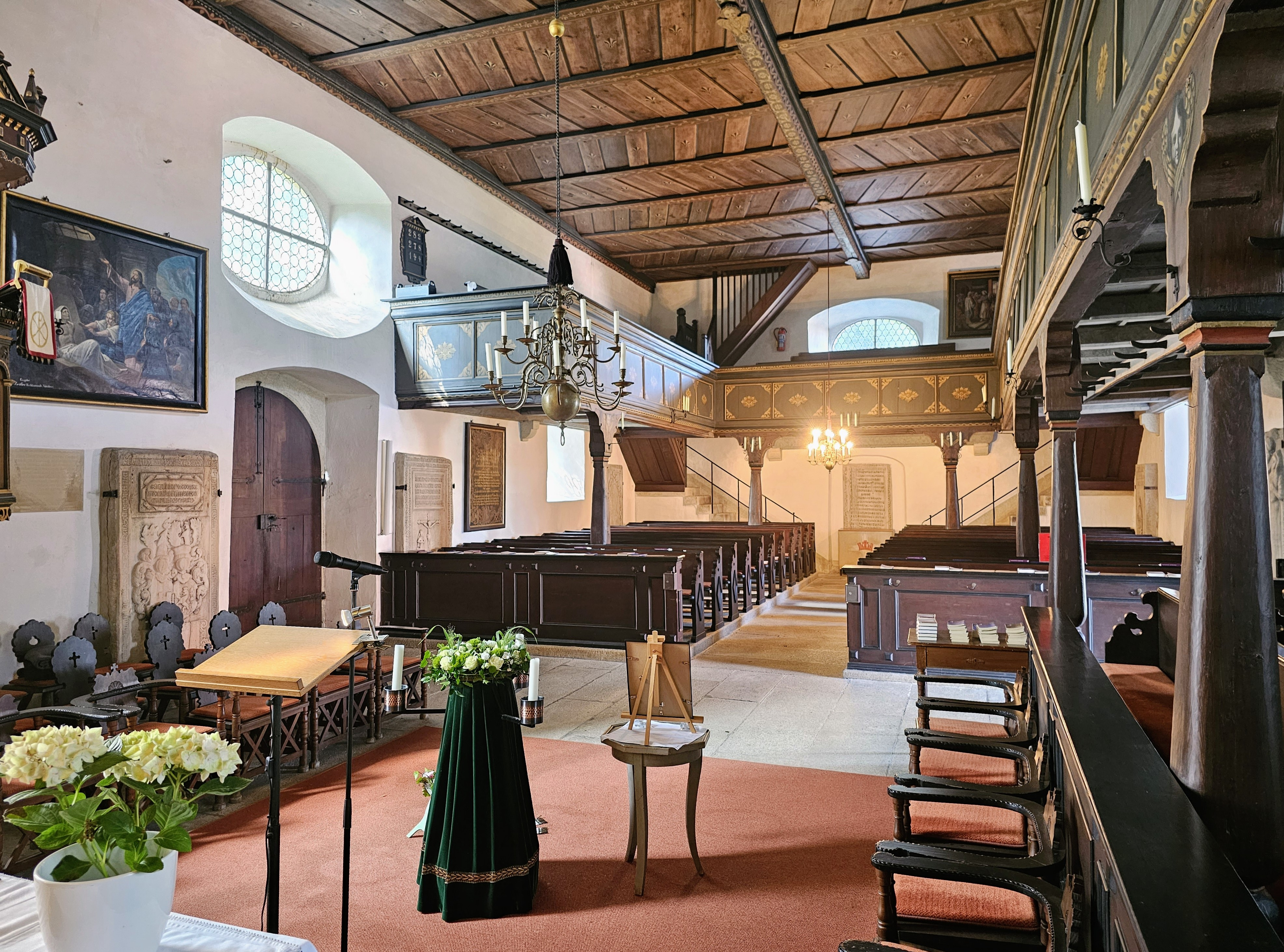
Innenraum (2023)

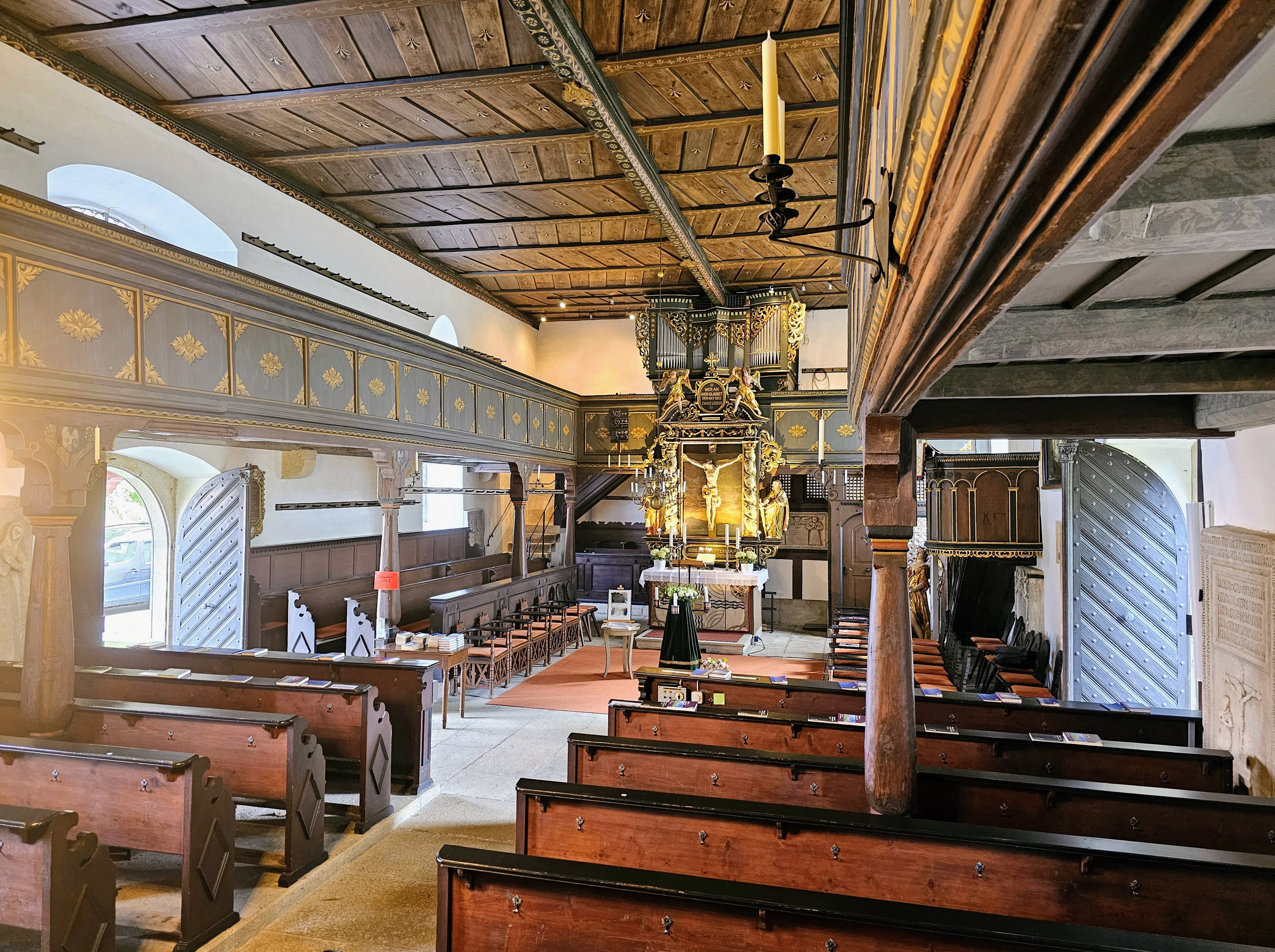
Blick zur Orgel

Die Friedhofskirche Heilige Dreifaltigkeit ist die evangelisch-lutherische Friedhofskirche von Bad Weißenstadt.
Die Friedhofskirche stammt im Kern aus der zweiten Hälfte des 16. Jahrhunderts. Es handelt sich um  einen Saalbau. Die Friedhofskirche und der Friedhof stehen unter Denkmalschutz, ebenso wie die angrenzenden Felsenkeller. Zahlreiche Grabdenkmäler sind seit 1910 an der Außenseite der Kirchenmauern befestigt, sie bedeckten vorher den Kirchenboden oder waren um die Kirche herum verschüttet. Das älteste Grabmal stammt von 1575 und eines ist das von Hans von Uttenhofen, der 1627 verstarb und der Besitzer des Eisenhammers in Weißenhaid war. Die Kirche gehört zum Dekanat Wunsiedel.

## Orgel
Eine erste Orgel wurde im Jahr 1877 von Orgelbauer Buck aus Bayreuth erbaut. Das aktuelle Instrument wurde von Orgelbau Walcker 1976 in das Gehäuse der Vorgängerorgel von Johannes Strebel aus dem Jahr 1910 gebaut und trägt die Opuszahl 5553. Die Disposition lautet wie folgt:
| I Manual C–g3 |    |
| Gedeckt       | 8′ |
| Prinzipal     | 4′ |
| Rohrflöte     | 4′ |
| Gemshorn      | 2′ |
| Mixtur IV     |    |

| Pedal C–f1 |     |
| Subbaß     | 16′ |

- Koppel: I/P